# Zeche Hütterbank
Die Zeche Hütterbank ist ein ehemaliges Steinkohlenbergwerk in Sprockhövel-Herzkamp-Schee. Das Bergwerk war auch unter den Namen Zeche Hütter Bank, Zeche Hüttenbank und Zeche Hutterbank bekannt. Die Zeche Hütterbank war eine von 19 Sprockhöveler Zechen, die auch als Crone'sches Revier bezeichnet wurden.

## Geschichte

### Die Anfänge
Am 28. Juni des Jahres 1655 erfolgte eine allgemeine Belehnung des Hermann auf dem Siepen auf eine 5 Fuß mächtige Kohlenbank, die Hutterbank, die später Hütterbank genannt wurde und die in westlicher Fortsetzung Sieper-Bank heißt. Einer der beteiligten Gewerken war der Grundeigentümer Peter vom Schee. Gleichzeitig mit dieser Belehnung auf die Kohlenbank erfolgte die Genehmigung, einen Stollen zu treiben. Außerdem erhielten die Bergwerksbesitzer die Genehmigung, die angefahrene Kohlenbank abzubauen. Im Jahr 1662 kam es zu einem Vergleich zwischen Peter von Schee und Hermann von Siepen, die Kohlenbank auf dem Besitz von Schee gemeinsam abzubauen. Am 17. Oktober 1685 kam es zu einer erneuten Verleihung, die dann am 24. März 1698 und am 25. Januar 1725 erneuert wurde. In den Jahren 1737, 1739 und 1775 war das Bergwerk nachweislich in Betrieb. Im Jahr 1784 wurde über den Christsieper Stollen Abbau betrieben.

### Der weitere Betrieb
Im Juli des Jahres 1784 wurde das Bergwerk durch den Leiter des märkischen Bergreviers, den Freiherrn vom Stein, befahren. Die Zeche Hütterbank war eines von 63 Bergwerken, welche vom Stein auf seiner achtzehntägigen Reise durch das märkische Bergrevier befuhr. Zum Zeitpunkt der Befahrung waren auf dem Bergwerk drei Schächte in Betrieb, wovon zwei der Förderung dienten und einer als reiner Wetterschacht. Damit das Bergwerk besser gelöst werden konnte, war ein Querschlag durch die Mulde aufgefahren worden. Vom Stein machte in seinem Protokoll Angaben über den Zustand des Bergwerks und die Leistung der dort beschäftigten Bergleute. Er bemängelte die schlechte Betriebsführung des Bergwerks und gab Anweisung, diese entsprechend zu verbessern.
Im Jahr 1796 hatte das Bergwerk die Schächte Nr. 9, Nr. 10 und Nr. 11 in Förderung. Schacht Nr. 9 hatte eine Teufe von 28 Lachtern, die Schächte 10 und 11 hatten eine Teufe von 28½ Lachtern. Ab diesem Zeitpunkt gehörte das Bergwerk zum Befahrungsrevier des Obersteigers Agats. 1800 waren die Schächte Ludwig und Benjamin und 1805 der Schacht Cornelius in Förderung. Im Jahr 1810 waren die Schächte Neptun und Jacob und 1815 Schacht Carl und Schacht Hortensia in Betrieb. Am 15. Mai 1817 war das Grubenfeld abgebaut und die Zeche Hütterbank wurde stillgelegt. Im Jahr 1824 wurde es zur Zeche Sieper & Müller Gruben zugeschlagen.

### Förderung und Belegschaft
Auf dem Bergwerk wurden Fettkohlen gefördert, die zu reinsten und fettesten der gesamten Lagerstätte zählten. Diese Kohlen hatten eine eisen graue Farbe mit halb metallischem Glanz und ein besonders geringes spezifisches Gewicht. Die ersten bekannten Förderzahlen des Bergwerks stammen aus dem Jahr 1784, in diesem Jahr betrug die tägliche Förderung 118 Ringel Steinkohle. Im Jahr 1796 wurden 1538 Ringel Steinkohle gefördert. Die ersten bekannten Belegschaftszahlen des Bergwerks stammen aus dem Jahr 1799, in diesem Jahr waren 22 Bergleute auf der Zeche beschäftigt. Die letzten bekannten Belegschaftszahlen des Bergwerks stammen aus dem Jahr 1800, damals waren 20 Bergleute auf dem Bergwerk beschäftigt. Die letzten bekannten Förderzahlen des Bergwerks stammen von 1805, in dem Jahr wurden 34.935 Ringel Steinkohle gefördert.